# Madonna
|  | Per a altres significats, vegeu «Madonna (art)». |

Madonna Louise Veronica Ciccone (Bay City, Michigan, Estats Units, 16 d'agost de 1958), més coneguda com a Madonna, és una cantant, compositora, actriu, dissenyadora de moda, escriptora, directora cinematogràfica i productora estatunidenca de música disco, pop, dance i electrònica, principalment.
Denominada com a Queen of pop (reina del pop), la cantant és una icona popular internacional de les últimes tres dècades, aspecte que li reconeixen, fins i tot, els seus detractors. És una estrella de pop coneguda per reinventar la seva imatge, i per l'ambició, innovació i provocació en els seus vídeos musicals i espectacles. També és coneguda per les polèmiques durant tota la seva vida personal, i per l'ús de símbols polítics, religiosos i sexuals al llarg de la seva carrera. Des dels seus inicis -el 1983- amb el llançament del seu primer àlbum Madonna, fins al seu últim disc Rebel Heart, manté l'èxit i la fama mundials que ha travessat diferents generacions.
La trajectòria de Madonna és un exemple del triomfador «fet a si mateix», típic de la cultura nord-americana, amb els seus èxits, fracassos i reaparicions. D'un entorn una mica gris i conservador, Madonna va fugir a Nova York el 1978 primer per dedicar-se a la dansa. Ha aconseguit nombrosos reconeixements, entre els quals es troben 7 premis Grammy d'un total de 27 nominacions. El seu afany de superació com artista va conduir-la a papers protagonistes a pel·lícules com Evita, paper pel qual va guanyar el Globus d'Or a la millor actriu. Però Madonna també ha viscut moments difícils: la seva carrera al cinema ha estat desigual i ha sofert dures crítiques, descens comercial i dificultats personals, que ha superat.
L'any 2000, el Llibre Guinness de Rècords va publicar que Madonna és l'artista femenina amb més èxits de tots els temps, estimant que les vendes superen els 338,6 milions d'àlbums i senzills venuts a tot el món. La seva actual companyia discogràfica, Warner Bros, va afirmar el 2005 que les vendes mundials de Madonna excedeixen els 380 milions de discs, només en format àlbum.
És una dona de negocis ben coneguda per la seva sagacitat comercial i visió de futur. El 16 d'octubre del 2007, Madonna i la companyia productora i promotora de concerts «Live Nation Inc.» anunciaren un acord que suposaria el final de la llarga col·laboració entre ella i Warner Bros. La nova empresa promotora de concerts participarà en els discs, gires, marxandatge, pel·lícules i altres projectes musicals de la cantant. Sota els termes de l'acord proposat, Madonna rebrà un xec d'uns 18 milions de dòlars al moment de la firma, i una bestreta d'uns 17 milions per cadascun dels tres discos compactes que gravi; una porció de la compensació serà en accions. Aquest acord representa per a Madonna uns 120 milions de dòlars pels pròxims 10 anys.

## Biografia

### Infantesa
Madonna, nascuda el 16 d'agost de 1958, va viure durant tota la seva joventut a l'estat de Michigan. Els seus orígens provenen d'avantpassats francocanadencs i italians. Elsie Fortin i Willard Fortin (avis materns) es van casar l'any 1925 i s'instal·laren a Aliquippa (Pennsilvània). Per altra banda, el seu avi patern, Gaetano Ciccone, treballava a la fosa de ferro i vivia en un poble medieval a Abruzzi, prop de Roma, on es va casar l'any 1918 amb Michelina Ciccone, tot decidint anar a viure als Estats Units.
D'aquests dos matrimonis varen néixer, respectivament, Madonna Fortin (mare de l'artista) i Silvio Ciccone (pare). Durant la guerra de Corea, Silvio va ser destinat a Alaska, on treballaria amb qui seria el seu futur cunyat, Dale. L'1 de juliol de 1955, Silvio Ciccone i Madonna Fortin es van casar a Bay City (Michigan). Del seu matrimoni van sorgir sis fills: Martin, Anthony, Madonna, Paula, Christopher i Melanie, i els germanastres Mario i Jennifer.
Més tard, es van traslladar al carrer Thors de la ciutat de Pontiac (Michigan), situada als afores de Detroit. En aquesta ciutat, molt planificada, un terç de la població és negre, l'altre terç és d'origen mexicà i la resta d'origen indoeuropeu. La raó d'anar a viure allà va ser per a fomentar la tolerància als seus fills (en el vídeo de Like a prayer, Madonna besa un sant negre, provant així que creu en la igualtat racial). El seu pare, des de ben petits, els va inculcar la importància de l'honradesa i l'ètica.
Els germans es divertien ficant-se dins les clavegueres i les seguien per a veure fins on arribaven. L'1 de desembre de 1963, Madonna Fortin mor a causa d'un càncer de pit, als 30 anys. Perdre una mare a l'edat de 5 anys, quan és difícil entendre el motiu, va afectar Madonna d'una manera estranya: una mescla de pena i força en l'ànima. Per aquesta raó, va tenir les ànsies de voler ser estimada i reconeguda per tot el món. Serien aquestes ànsies les que l'enviarien directa a l'Olimp. Després d'aquesta terrible pèrdua, el seu pare no va dubtar a ensenyar-li autodisciplina, responsabilitat, honor i una mica d'estoïcisme. Tot això, juntament amb la mort de la seva mare, van ajudar-la en tota la seva carrera artística.
Per aquest fet Madonna va dir:
| « | Sabia que feia molt de temps que tenia el càncer i que estava molt dèbil, però mai no va parar de fer el havia de fer. M'adonava que es trobava fràgil perquè al llarg del dia s'asseia al sofà moltes vegades per descansar. Jo volia que s'aixequés i jugués amb mi, que fes les coses que feia abans. Mai no es queixava. Recordo que estava al sofà, em vaig apropar a ell i vaig penjar-me a la seva esquena dient-li: "Juga amb mi, juga amb mi!". Però no ho va fer. No podia, i va posar-se a plorar. | » |

Madonna també recorda patir malsons a la nit, quan algú venia i l'escanyava. Cridava la seva mare demanant auxili però ella no acudia.
Pocs anys després, Silvio va mantenir una relació amb la cangur dels nens, Joan, una amiga íntima de la seva esposa. Els nens no van acceptar-la mai, tot anomenant-la «malvada». No era acceptada tampoc per la família Fortin: rebutjaven que Silvio, en pocs anys, hagués trobat una substituta sentimental. Joan era una dona molt estricta: imposava normes i horaris, i era la que ho organitzava tot (el comportament tan estricte de l'artista, amb els seus fills i amb la seva pròpia vida, pot provenir d'aquesta educació). A més, els germans estaven gelosos de Madonna, fins al punt de posar-li resina al cap que després no es podia treure, perquè el seu pare veia en la petita Madonna la imatge de la seva difunta esposa i a més, es deien igual. Per consegüent, mai no li imposava càstigs tan forts com ho feia amb els seus germans: era la nineta dels seus ulls.
En casar-se de nou, els Ciccone es van traslladar a l'Avinguda Oklahoma de la ciutat de Rochester (Michigan). La gran diferència amb Pontiac era que a Rochester hi vivien majoritàriament persones de raça blanca, sense la diversitat racial que havien conegut. Madonna dedicava el seu temps als estudis, feia d'animadora i també el paper indiscutible de «nena de papà». Quasi mai Joan li assignava feina de la llar, a causa del reconeixement del lloc especial que ocupava al cor del seu pare. Sortia molt a banyar-se a un llac molt a prop de la casa, i una nit Madonna va tornar amb un ull morat i el nas sagnant. Madonna va explicar que es trobava amb unes amigues al llac quan van venir uns nois amb bicicleta, van aturar-se posant la música molt alta. Totes estaven molestes però cap es queixava. Fins que va ser ella l'única que va tenir coratge d'enfrontar-s'hi i dir-los-hi que apaguessin la música. A causa del seu atreviment se'n va emportar un bon cop de puny.
El gust per la religió li ve des de molt petita. El seu pare era catòlic i pertanyia al Moviment per la Família Cristiana que promou la tolerància entre cristians i jueus. Per aquesta raó, la família celebrava cada any la Pasqua jueva (probablement aquest seria l'inici de la familiaritat de Madonna amb el judaisme i l'atracció per la Càbala). Tots els Nadals i cap a la mitjanit, tota la família anava a la Parròquia de St. Andrew a resar i, durant la quaresma, Silvio feia als seus fills anar-hi a resar abans d'anar a l'escola. Les festes de Nadal eren molt diferents de les habituals: la seva família era de classe mitjana, i amb vuit germans no es podien permetre el luxe de comprar regals. Així que Silvio ficava tots els noms dins d'una bossa de paper i el nom que sortís seria l'afortunat de tenir un regal aquell any.
Cap a l'any 1972 la família va fer un gran viatge en cotxe pels Estats Units; com sempre, Madonna anava asseguda al davant. Van visitar el Gran Canyó, el Mont Rushmore, la presa del Riu Colorado, i el Parc Nacional de Yellowstone. Era un viatge realitzat amb la intenció d'inculcar als fills la història del seu país.
El desig més gran del seu pare era que tots els seus fills estudiessin per ser advocats, metges o enginyers. Afortunadament per a Madonna, Silvio no estava en contra de l'art, així que tots els Ciccone van aprendre a tocar el piano.

### Adolescència i inicis artístics
Acabada de cursar la primària a l'escola St. Andrew Elementary School, Madonna va començar la secundària, i les ganes d'escandalitzar i fer-se popular sorgiren als seus 14 anys. Tota la família es va retrobar a l'institut West Junior High School, on Madonna actuava a l'auditori davant de tot el públic de l'institut. Va aparèixer a l'escenari coberta de cap a peus d'una pintura verda i rosa fluorescent, fent la impressió que anava nua. De sobte, va començar a moure's per tot l'escenari. Junt amb la seva companya Carol Belenger, Madonna va destacar, fins i tot, més que ella i, segons les fonts, va ser l'actuació més escandalosa mai vista en aquella comunitat conservadora.
El pare es va sentir avergonyit pels comentaris que s'escoltaven per tot el poble. La Madonna adolescent era una noia molt rebel i amb una marcada actitud passiva. Christopher, el seu germà petit, ho veia: observava com cada dijous sortia a la nit i tornava a casa molt cansada. La seva germana estava canviant: havia deixat l'equip d'animadores, havia perdut pes i començava a posar-se dessuadores negres en lloc dels seus tradicionals jerseis i faldilles de quadres. Tot això era degut al fet que Madonna anava a classe de ballet de la mà del professor Christopher Flynn, i allà, junt amb un grup de quinze noies de dotze anys en endavant, amb tatuatges i malles roses, era una noia dòcil a l'hora de ballar, molt més respectuosa amb el professor que amb el seu propi pare. En conèixer a Chris Flynn, s'obre un món nou per a ella, ja que és una possible escapada de tota aquella comunitat tan conservadora i rutinària.
L'any 1976 es va graduar amb excel·lents qualificacions. La tardor de 1977, amb tan sols 19 anys, va marxar de casa, ja que va aconseguir una beca per a estudiar dansa moderna a la Universitat de Michigan. Va ser la primera de la família a estudiar a una universitat, cosa que al seu pare el va fer sentir molt orgullós. Uns mesos més tard, Madonna va convidar la família a veure la seva primera actuació amb el ballet de la Universitat. Ells contemplaren l'espectacle totalment desconcertats, ja que Madonna realitzava uns moviments estranys, tot portant sostenidors i unes malles negres, no deixant res a la imaginació. El ball no tenia res a veure amb el qual ballava quan estudiava classe amb Flynn.
Després, en el backstage, somrient, feliç, atordida i emocionada, Joan li va preguntar què significava el ball i on volia arribar. Per primera vegada Madonna li va contestar educadament, ja que, amb els anys, havia anat madurant. La seva vida passada en el campus havia estat molt rebel, amb els espectacles i les reivindicacions.

### Arribada a Nova York
L'any 1979, Madonna va decidir fer un gir complet a la seva vida artística. Animada per Christopher Flynn va deixar la universitat amb només dos anys d'assistència per anar a triomfar a Manhattan. Estava sent molt valenta al no acabar els estudis i deixar la universitat. Silvio i Joan observaven horroritzats com la primera dels seus fills en anar a la universitat ho deixava tot abans d'hora. Tots els membres de la família pensaven que estava sent massa extremista per la vocació artística que tenia.
I així ho va fer. Amb tan sols 35 dòlars a la butxaca va dir-li a un taxista que la portés al centre, i aquest la va portar a Times Square, sense un lloc on anar. Mai no havia estat a una ciutat tan gran i menys sola, sense l'ajuda de ningú; només tenia aquells diners i un grup d'amics de Christopher que la podien ajudar. Va passar la primera nit sola, al Music Building, tot esperant que algun productor o músic passés per allí i la descobrís.
| « | Quan vaig venir a Nova York va ser el primer cop que vaig anar en avió, el primer cop que anava en taxi, el primer cop de tot. I només vaig arribar amb 35 dòlars a la butxaca. És la cosa més valenta i més afortunada que he fet mai. | » |

Aquells primers mesos no van ser en absolut fàcils per a ella. Va haver de treballar en diversos restaurant de menjar ràpid, com al Burger King o al Dunkin' Donuts. Tenia tants problemes econòmics que va haver de prendre decisions fortes, com la de posar nua per a estudiants universitaris, com Lee Friedlander i Martin Schreiber, només per a obtenir uns quants dòlars que li permetessin menjar. Així mateix, l'any 1979 va ser protagonista d'una pel·lícula amb un cert punt d'erotisme, a la qual va interpretar una escena on és violada i on surt nua, anomenada A Certain Sacrifice, per només uns 100 dòlars. El rodatge va començar el novembre de 1979 i va finalitzar dos anys més tard, quedant oblidada fins al 1985, quan el director va veure que podria aprofitar l'èxit de Madonna llançant-la al mercat.
El seu somni d'artista no es veia per enlloc. Molt temps després, va estudiar amb el coreògraf Pearl Lang i amb professionals de la dansa moderna com Alvin Ailey. La seva carrera com artista va prosperar quan va conèixer el músic francès Patrick Hernandez -conegut pel seu èxit Born to be alive- i l'any 1979, com a ballarina, se'n va amb ell de gira mundial per França, per presentar-la com la nova sensació nord-americana. Madonna sortiria dels Estats Units per primera vegada per a viatjar a París. Després de cinc mesos no veia clar que aquell fos el camí que la portaria al triomf així que, cansada de sentir-se com un ésser estrany, va decidir abandonar la gira i tornar al seu país. L'experiència li va servir de molt, tot decidint deixar la dansa de forma progressiva i centrar-se més en la música.
Durant la dècada dels anys 80 la vida de Madonna va tornar a patir un altre gir complert. En aquella època la seva carrera artística estava en auge. Quan va tornar als Estats Units va conèixer Dan Gilroy, amb el qual iniciaria una relació amorosa i formaria part de la banda de rock The Breakfast Club. Cada dia assajaven en una sinagoga que es trobava a Corona (Queens). Al principi tocava la bateria, després la guitarra, i finalment va ser breument la veu principal del grup. Més tard deixaria el grup amb la idea de formar-ne un i ser la líder indiscutible.
Al costat de la seva nova parella Stephen Bray formarien el grup The Millonaries, més tard Modern Dance, Emmenon però més endavant el canviarien per Emmy and The Emmys. Amb Gotham Productions Music Company va arribar la primera oportunitat seriosa, firmant un contracte i un sou fix que permetria a Madonna dedicar-se exclusivament a compondre i gravar cançons amb Stephen Bray, però la promoció com artista era de Madonna en solitari. Un any més tard, els resultats per a Madonna i Bray no van ser els esperats, així que van decidir trencar el contracte amb Gotham. Madonna i Bray van seguir component, tot esperant una oportunitat que no trigaria a arribar.

Madonna era ara una seguidora punk de Ringo Starr que vestia pantalons esquinçats, samarretes blanques, guants de reixeta i duia el cabell recollit. Vivia en un apartament a Riverstone i dormia en un matalàs a terra ple d'insectes. El gust pel sadomasoquisme li vindria amb la seva següent parella Martin Burgoyne, un drogoaddicte que vestia amb botes militars de cuir, ple de tatuatges i pírcings, una imatge que Madonna utilitzaria constantment durant la seva carrera. Després de molt de temps sense parlar amb el seu germà Christopher, Madonna li va trucar i li va dir:
| « | Vine a Manhattan. Ara tinc mànager (Camille Barbone). He escrit una cançó, es diu Everybody, i necessito que vinguis aquí per fer bolos en més de dues-centes discoteques. Oi que és genial? | » |

Les ganes de començar a escriure i cantar cançons la portaren als clubs més famosos de Nova York, com Danceteria, Kansas Kansas, i molts d'altres. L'artista va acabar la relació comercial amb Barbone en febrer de 1982.

## Carrera professional

### 1982-1985: Ascens a la fama
Es trobava en plena promoció de Everybody per tota la ciutat quan a la discoteca Danceteria el discjòquei Mark Kamins va quedar molt sorprès de la cançó i de com reaccionava el públic en punxar-la. D'aquesta forma, va veure en Madonna una artista en potència i va decidir portar-li el single a Michael Rosenball, representant de la discografia Sire Records. Aquest no trigaria a donar-li la cinta al president de la companyia, Seymour Stein. Sire Records, segell discogràfic independent de Warner Bros, va decidir fer-li un contracte per a tres singles (Everybody, Burning Up, i Physical Attraction), i pagar-li 5.000 dòlars per cançó.
El seu primer single, Everybody, va ser produït per Mark Kamins, el DJ que la va promocionar. Va obtenir un mediocre èxit en el mercat estatunidenc, sense arribar a ser single a cap país més, encara que va existir la temptació de llençar-lo al Regne Unit on Madonna havia actuat en alguns clubs musicals. Tot i això, el contingut de la cançó era per a un públic específic.
Les portes de la fama no es veien tan lluny com al principi gràcies a la bona promoció que es va fer a la discoteca Funhouse de hip-hop llatí més famosa de Nova York, a mans del DJ Jellybean. Era 1982 i Madonna es trobava dins dels primers llocs de la llista d'èxits nord-americana. Aquest single va ser emès a les ràdios de música R&B nord-americanes amb la falsa creença que Madonna era una artista afroamericana. Quan es va llançar Everybody, no apareixia cap fotografia d'ella a la coberta del single, però setmanes més tard es va aclarir tota aquesta confusió, quan la discogràfica va emetre un comunicat dient que Madonna era blanca. Això va comportar la pèrdua d'una part dels seguidors de raça negra que la començaven a seguir.
En gener de 1983 feu la seva primera aparició televisiva cantant Everybody en el programa Dancin in the air.
Al segon single, Burning Up, Madonna mostrava per primera vegada el seu gust per la sexualitat (més tard ho justificaria amb Justify My Love). Escrita a la banda Emmy and The Emmys arribava, juntament amb el tercer single pactat, Physical Attraction, al número tres de la llista de música més important, la Hot Dance Music/Club Play Chart.
A mesura que anava passant el temps, Sire Records estava cada cop més segur que l'aposta per Madonna era un valor segur d'innumerables èxits, així que li van assignar com a mànager a Fredyy de Mann, un DJ professional molt experimentat que ja havia treballat amb Michael Jackson i que ho faria amb Madonna durant molts anys. Al contracte hi deia tres singles, però Sire volia un àlbum, i aquest no va trigar a arribar. El 27 de juliol de l'any 1983 es va publicar el primer disc, sota el títol de Madonna.
Ja formava part de la indústria musical i era qüestió d'esperar uns anys perquè es convertís en la futura Reina del pop.
Madonna, el primer àlbum
El seu àlbum debut, Madonna, va ser produït inicialment per Reggie Lucas, però com que la cantant no acabà d'estar satisfeta amb el resultat, va demanar ajuda a qui era parella de Madonna en aquell moment, John «Jellybean» Benitez, qui el va millorar. El disc era un repertori de cançons eurodisco o dance plagades de ritme i sintetitzadors, que aviat cal·laren el públic. Benitez va produir cançons reeixides del disc, com ara Holiday. En una reedició posterior, l'àlbum va ser titulat The First Album i es va canviar la portada en to sípia per un altre retrat de Madonna en color.
Va obtenir el vuitè lloc en les llistes de popularitat dels Estats Units, i va aconseguir tres senzills que entraren al Hot 100 (la llista de les 100 més populars): Holiday, Borderline i Lucky Star. Amb el temps, van gaudir d'àmplia difusió i es van televisar videoclips gravats per a la seva promoció; Madonna ni tan sols va arribar a vendre tres milions de còpies al món, i un milió als EUA, però avui dia està certificat amb 5 discs de platí (el més recent, a l'octubre del 2000), i ha arribat a vendre 10,5 milions d'unitats al món.
Quan Madonna va arribar a la fama, les adolescents van voler imitar la seva forma de vestir que mostrava en revistes, actuacions en viu (American Bandstand, Top of the Pops) i en els seus vídeos musicals. Tal forma de vestir estava definida per faldilles sobre pantalons de Capri, mitges de xarxa, joies amb la creu cristiana i el cabell oxigenat, el que faria que la seva forma de vestir marquès una tendència femenina molt popular a la dècada dels 80.
La seva imatge projectada en aquest temps va ser la d'una noia sexy amb una barreja de dance i punk, a la qual hi va contribuir l'estilista i dissenyadora de joies Maripoll. D'altra banda, els seus vídeos seguien les mateixes línies d'artistes innovadors com Michael Jackson i Prince, que ja tenien un notable èxit.
Estava llest el material pel segon disc quan Susan Seidelman, directora de cinema, va invitar Madonna a participar en la seva pel·lícula Desperately Seeking Susan, una comèdia sense grans pretensions i amb un pressupost auster. A la tardor de 1984 Madonna va acceptar actuar en la pel·lícula i gravar el tema principal d'aquesta. Allà comparteix crèdits amb l'actriu Rosanna Arquette de qui es diu que no estava d'acord amb la inclusió de la cantant. La pel·lícula es va estrenar quan l'àlbum Like a Virgin ja s'havia llençat al mercat, de mode que Into The Groove -tema principal i número u a Anglaterra- va ser inclòs en una nova edició de l'àlbum Like a Virgin. Si el rodatge d'aquesta producció hagués trigat uns quants mesos més, el projecte hauria estat molt petit per a Madonna.
Like a Virgin

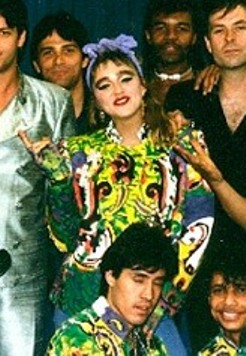
Madonna i el seu equip durant The Virgin Tour el 1985

Tanmateix, l'autèntica revolució per a ella es va iniciar amb l'aparició del seu segon treball d'estudi: Like a Virgin, tot un èxit internacional. L'àlbum va ser produït per Nile Rodgers, amb calculades dosis de dance ballable dins d'un pop accessible. El senzill Like a Virgin arribà al número u als Estats Units el desembre de 1984, romanent-hi en aquesta posició durant sis setmanes consecutives a la Billboard Hot 1000.
Un altre dels senzills, Material Girl, va arribar al número dos en aquella mateixa llista, només depassat per We Are The World, un senzill d'ajuda per a Àfrica impulsat per Michael Jackson. Madonna participaria en el concert Live Aid celebrat al fil d'aquesta cançó. L'àlbum també va comptar amb d'altres senzills com Angel i Dress you up. L'àlbum va aconseguir vendre en els seus inicis 12 milions de còpies, i el 2008 havia venut més de 21 milions, a més de produir quatre singles que arribaren al Top 5 als EUA i Gran Bretanya. A més, va obtenir el seu primer disc de diamant, igual que al Canadà, però li atorgaren la placa pel milió d'unitats venudes en aquest país. Fou el primer àlbum d'una dona a superar més de cinc milions d'unitats venudes als E.U.A.
El vídeo musical i la seva interpretació al primer esdeveniment dels MTV Video Music Awards, vestida de núvia i cantant sobre un pastís de boda, amb una coreografia suggestiva per la seva època, va enfurismar els crítics i moralistes, qui l'atacaren argumentant-hi que el seu estil provocatiu va ser emprat per a disfressar la seva falta de talent. Això només va provocar que més admiradors la seguissin i augmentés la seva prominent carrera. Posteriorment els periodistes d'MTV consideraren aquella actuació com la més icònica de tots els temps.
El 1985 Madonna va tenir una breu aparició a la cinta Vision Quest com a cantant d'un club. La banda sonora de la pel·lícula contenia el seu segon èxit pop número u, la balada nominada al Grammy Crazy for You, juntament amb Gambler, número u en les arts britàniques.
Madonna es va casar el 1985 amb l'actor Sean Penn, de qui es va divorciar el 1988. Mesos abans, el 10 d'abril de 1985, va iniciar The Virgin Tour, la seva primera gira nord-americana, de dos mesos de durada. La venda d'entrades pels espectacles d'aquesta gira va ser un rècord. El millor resultat va ser per la Radio City Music Hall: 17.627 entrades venudes en només 34 minuts. Centenars de noies, fans incondicionals de Madonna, varen acudir vestides com ella. Els teloners per aquesta gira foren The Beastie Boys.
A aquelles alçades, Madonna era l'ídol de moda, i tot el que tocava es convertia en or. El juliol de 1985, les revistes Playboy i Penthouse publiquen unes fotografies en blanc i negre que la cantant s'havia fet el 1978, quan treballava ocasionalment com a model artística. Aquestes fotografies van causar una revolada als mitjans de comunicació i fortes crítiques a la cantant, qui al començament va tractar d'evitar la seva publicació; però com que no ho va aconseguir, es va mantenir alhora queixosa i desafiadora. En un concert de Live Aid, va fer una declaració pública als mitjans de comunicació: va dir que no es trauria la jaqueta, tot i la calor, perquè «ells podrien recordar-se durant deu anys del que jo faci ara». Dies després, Madonna va aparèixer a la portada del diari NY Post declarant-hi respecte a les fotografies: «no me n'avergonyeixo» .

### 1986-1991: Desenvolupament artístic
True Blue
Des del 1985, el fenomen Madonna era ja planetari, però els seus detractors li donaven pocs mesos de vida. El previsible era que Sire insistís a explotar el filó amb un altre disc similar a Like a Virgin, però Madonna tenia un arriscat as a la màniga: un canvi radical. Seguia amb el seu imitadíssim look, amb abundant bijuteria i sostenidors negres, però ja estava elaborant un disc molt diferent. El seu llançament va demorar-se, davant l'èxit d'Into the Groove, fins a l'any següent.
El següent àlbum de Madonna va veure la llum el 1986: es va titular True Blue i hi va presentar melodies i temàtiques més serioses que els seus precursors. La revista Rolling Stone no va estalviar en elogis: «canta millor que mai, Madonna volca la seva veu per cridar... com poetessa popular de la classe baixa americana». Potser va influir en tal judici el vídeo musical de Papa Don't Preach, on Madonna encarna la filla d'un modest immigrant vidu que queda embarassada sense haver-s'hi casat. Per reblar el tomb estètic total, llueix roba vaquera i uns cabells molt curts, tenyits de ros i mullats. No és una vampiressa, sinó una noia treballadora amb problemes.
L'àlbum comptava amb la balada emotiva Live to Tell que originalment havia escrit per a la pel·lícula At Close Range la qual protagonitzava el seu marit de llavors, Sean Penn. Aquesta cançó fou llançada com un avenç de l'àlbum, i hi causà impacte, ja que revelava una Madonna nova: sense joies, molt tapada de vestuari i amb un to de veu més greu i compacte, gràcies a classes de cant.
L'àlbum era també el primer que l'acreditava com a productora, a més de comptar amb la col·laboració de Patrick Leonard, qui seria el seu amic i un col·laborador a llarg termini. True Blue arribà al número u en alguns països i va vendre aviat més d'onze milions de còpies. De l'àlbum van desprendre's cinc senzills: Live to Tell, Papa Don't Preach, Open Your Heart, True Blue i La Isla Bonita, arribant els tres primers al número u en les llistes nord-americanes i la resta arribant al Top 5. Fins a la data, True Blue ha venut 20 milions de còpies al món i ha estat certificat amb set discs de platí als Estats Units per més de 7 milions de còpies, venudes únicament a aquest país.
Els vídeos musicals de l'àlbum mostraren l'interès de Madonna per alçar la seva qualitat cinematogràfica, incloent-hi una complicada direcció artística, cinematografia i argument amb personatges com un curtmetratge. Tot i que Madonna anteriorment havia inserit als seus vídeos la seva expressió de la sexualitat, aquest cop hi afegí icones religioses, arquetips sexuals i problemàtiques socials al seu treball, el que seguiria fent en les seves produccions següents. Un exemple notable era el vídeo del senzill Open Your Heart, el qual va marcar la seva primera col·laboració amb el fotògraf francès Jean-Baptiste Mondino. En ell, Madonna hi encarna una ballarina eròtica, que és observada per clients de diverses tendències sexuals: voyeur, gai, lesbiana… però el contingut escabrós del tema s'alleugera amb una estètica estilitzada, amb més insinuacions que escenes explícites, i amb un final sorprenent, on Madonna n'escapa del local d'altern amb un fan, un noi innocent amb qui balla pels carrers.
Who's That Girl
El 1987, Madonna es va enfrontar a l'èxit i al fracàs alhora: la seva pel·lícula Who's That Girl va decebre, però ella va contribuir-hi amb quatre cançons a la banda sonora i va convertir-la en supervendes. Va incloure-hi el seu sisè senzill número u, homònim al títol de la pel·lícula. El segon senzill de l'àlbum, Causing a Commotion va arribar al lloc número dos del Billboard Hot 100. Les altres dues cançons eren The Look of Love i Can't stop.
El 14 de juny de 1987, Madonna va començar el Who's That Girl World Tour a Osaka (Japó). Va incloure-hi per primer cop en una gira a Europa, actuant a Anglaterra, França, Alemanya, Països Baixos i Itàlia, essent enregistrat pel vídeo oficial Ciao! Itàlia el recital de Torí, que fou retransmès per televisió. Aquesta gira va suposar el començament de la seva col·laboració amb les vocalistes Donna DeLory i Niki Harris, a més d'apropar els seus concerts a una qualitat d'elaboració minuciosa, amb blocs temàtics. Madonna superà rècords en vendre 150.000 entrades en 18 hores al Wembley Stadium. Allò que havia obtingut a les taquilles de l'espectacle del 13 de juny al Madison Square Garden de Nova York va donar-se a l'American Foundation for Aids Research (AMFAR), una entitat de lluita contra la sida.
Aquesta gira a més va marcar el seu primer enfrontament amb el Vaticà i amb el Papa de Roma, qui va prohibir la gent assistir-hi als concerts de la cantant. Més tard, el Vaticà també va expressar el seu malestar per la ubicació d'una estàtua de la cantant a la ciutat de Pacentro (Itàlia), lloc d'origen de la família paterna de l'estrella.
You Can Dance
Aquest mateix any, Madonna va llençar el seu primer àlbum de recopilació, You Can Dance, no gaire innovador i que, pel que sembla, fou imposat per la discogràfica. Hi va incloure un nou senzill titulat Spotlight, la lletra del qual dona ànims a qui debuti al món de l'espectacle. Aquest àlbum consistia en remixos d'algunes de les seves cançons més conegudes (Holiday, Everybody, Physical Attraction, Over and over, Into the Groove i Where's the Party). Per a la portada, va triar-se una fotografia amb fons vermell, on Madonna posa vestida de negre a l'estil espanyol, amb una petita jaqueta torera curta i barret cordovès penjat a l'esquena. Aquesta sessió de fotos s'havia pres temps abans per una campanya publicitària de Mitsubishi, però eren inèdites en bona part del món, car es destinaren al mercat asiàtic. L'àlbum ni tan sols va vendre dos milions de còpies als Estats Units en el seu llançament.
Like a Prayer
El 1988, Madonna va viure una etapa de transició. El seu matrimoni amb Sean Penn naufraga, demanant el divorci després de patir maltractaments. En aquelles dates, Madonna va fer una incursió com a actriu de teatre a Broadway, amb l'obra Speed the Plow, de David Mamet. Les crítiques foren tèbies, car va dir-se que Madonna hi actuava nerviosa i sense naturalitat.
El 1989 va presentar el seu esperat quart àlbum d'estudi, Like a Prayer, una altra sorpresa musical que va gaudir d'excel·lents crítiques i va ser considerada la seva millor enregistració fins llavors. A l'àlbum s'hi combinen els moments de pop romàntic i dance d'Express Yourself i Cherish amb temes de gran intensitat emotiva com Oh Father, Like a Prayer, i Promise to Try. L'àlbum és considerat per la revista Rolling Stone entre els 500 millors àlbums de la història, i la cançó del mateix nom entre els 100 millors cançons.
Like a Prayer es presentava com un treball molt més reflexiu i personal que els anteriors, tot i que el seu llançament es va veure esperonat per un notable escàndol (segurament calculat) pel vídeo musical de la primera cançó promoguda, la que li donava títol. Al vídeo, Madonna hi presencia un crim i acudeix a una església, on de mode miraculós, una estàtua d'un crist negre agafa vida i l'acarona. Acusada de blasfèmia, Madonna va veure's exposada a virulentes crítiques, que varen suposar la rescissió d'un contracte publicitari per part de Pepsi, si bé ella va percebre els diners pactats.
El disc va debutar com número onze als Estats Units, tot i que tres setmanes després va arribar a l'esperat número u dins del Billboard 200 (el seu tercer àlbum número u als Estats Units) i es mantingué en aquesta posició durant dotze setmanes consecutives fins a arribar al platí el mes del seu llançament. L'àlbum va romandre un total de 277 setmanes al Billboard 200 i va arribar a vendes per catorze milions d'unitats als Estats Units i de 4 milions al Regne Unit. Va vendre més de 28 milions d'exemplars a tot el món. A més li donà a Madonna un nou número u amb la cançó del mateix nom de l'àlbum, Like a Prayer (el seu setè senzill número u als Estats Units i el sisè número u al Regne Unit), col·locant-hi quatre senzills posteriors al primer dins del Top 20, com Express Yourself en el número dos, Cherish al número dos, Oh Father al número tres i l'últim senzill Keep it Together al número tres dins del Billboard Hot 100. Curiosament, la cançó Dear Jessie no va aparèixer als Estats Units, mentre que va arribar al número u al Regne Unit, estant-hi en aquesta posició durant tretze setmanes i venent-hi més de dos milions de singles només al Regne Unit.
Al vídeo musical d'Express Yourself va suposar una altra fita en el gènere, en presentar una Madonna vampiressa i esclava sexual, que és retinguda a una gàbia d'or per un dèspota. Amb un pressupost rècord, Madonna lluïa cars dissenys d'estil anys 20 inspirats en els quadres de Tamara de Lempicka, com faria posteriorment al vídeo de Vogue (1990). En el tram final del vídeo, un obrer esclau accedeix al dormitori de Madonna, que apareix nua d'esquena, estirada sobre llençols de seda.
La dècada de 1990 va començar per Madonna amb ressonants èxits, però posteriorment certs projectes de discutible audàcia la durien a la seva major crisi professional. Com en altres ocasions, acabaria superant el sot amb noves produccions musicals d'indiscutible encert.
Dick Tracy i I'm Breathless
El 1990, Madonna va tornar al cinema amb un projecte de màximes garanties: una adaptació del personatge de còmic Dick Tracy, protagonitzada per Warren Beatty, amb qui ella sostenia un breu idil·li. Aquesta superproducció va comptar amb altres actors de prestigi com James Caan, Al Pacino i Dick Van Dyke, i va enlluernar per la seva cuidada escenografia. Madonna es va acoblar bé al seu paper de Breathless Mahoney, la vampiressa que enganya a Tracy. Per a la banda sonora de la pel·lícula va aportar tres temes, entre ells l'oscaritzada Sooner or Later, composta per Stephen Sondheim, vell mestre del gènere musical de Broadway. Aquestes cançons, abrigallades per altres inspirades a la pel·lícula, van donar lloc al disc I'm Breathless, una revelació per com Madonna adaptava la seva veu al to del cabaret dels anys 30, amb influències de Liza Minelli.

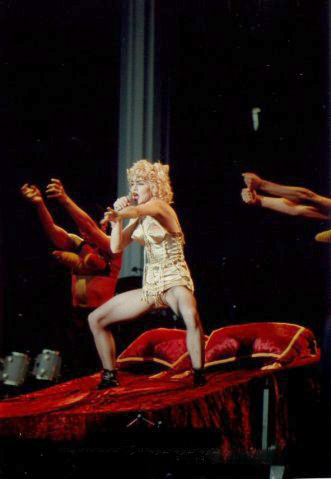
Madonna interpretant Like a Virgin durant el Blond Ambition Tour el 1990

Per fer comercialment infal·lible l'atrevit disc, es va incloure com bonus track la cançó discotequera Vogue, d'estil dance-house, que va arribar al número u a les llistes dels EUA. Produïda per Shep Pettibone, es va convertir en l'èxit que va consagrar de forma definitiva i a nivell mundial l'artista nord-americana, posant breument de moda el ball vogueing, que començava a practicar-se a alguns clubs de clientela gai.
Per explotar el disc, Madonna va portar a terme una gira mundial: el Blond Ambition Tour, que va passar pel Japó, Amèrica del Nord i Europa. El canal HBO va decidir retransmetre l'últim concert de la cantant des de Niça (França), que va tenir lloc en el Stade De L'Ouest, on va obtenir l'audiència més gran registrada a la història d'aquest canal de televisió. Aquesta gira va ser durament criticada pel vaticà, mentre que la premsa i el públic la van elogiar per la seva extraordinària posada en escena. La part més controvertida succeïa durant la segona part del concert, quan Madonna apareixia a l'escenari cantant el seu èxit Like a Virgin sobre un llit vermell, custodiada per dos ballarins d'aparença andrògina (el seu vestuari incloïa uns sostenidors amb cons en punta), i finalitzava aquesta cançó simulant una masturbació. A més, en el moment que culmina el seu orgasme i la música s'atura per a reprendre's amb Like a prayer, Madonna exclama God (Déu). Òbviament aquest va ser el punt que va enfurir a l'Església.
La gira va ser tot un èxit a escala mundial i es va plasmar en el famós documental Truth or Dare, pel qual la diva va tenir una càmera registrant tots els moments que va viure durant els quatre mesos de gira. El títol del reportatge, estrenat en cinemes, era enganyós: gairebé no incloïa al·lusions sexuals, i Madonna emprava el llit per a recolzar-se en ella amb els seus ballarins i conversar. Mostrava escenes de la rebuda de Madonna a Madrid, on va ser complimentada amb una festa per Pedro Almodóvar i la seva camarilla d'actors predilectes. Antonio Banderas va acaparar l'interès de Madonna per unes setmanes, i la seva aparició a la pel·lícula va ajudar al seu llançament com a latin lover internacional.
The Immaculate Collection
Finalitzant el 1990, Madonna va publicar el seu lucratiu disc de grans èxits, el qual resumeix els gairebé vuit primers anys de carrera de la diva, incloent-hi dos temes nous que serien Justify My Love i Rescue Me, on aquest últim tema es va convertir en el single amb més alt debut a la llista Billboard d'una artista femenina. El primer va assolir un èxit instantani, arribant a ser número u a la mateixa durant dues setmanes. El seu vídeo musical amb escenes de sadomasoquisme, bondage i erotisme va forçar la seva censura a televisió en ser considerat pornogràfic. Així mateix, va ser publicat per primera vegada a la història de la música com vídeo single, venent més de 400.000 còpies als Estats Units. L'àlbum va vendre més de 26 milions d'exemplars a tot el món (10 milions només als Estats Units), convertint-se en el disc de Madonna més venut fins aleshores.

### 1992-1997: Controvèrsia sexual iEvita
Erotica
La provocació apuntada a Justify My Love va continuar el 1992 amb Erotica, un àlbum temàtic on Madonna tractava bàsicament el tema del sexe i l'amor des de múltiples òptiques, recolzada en sons a mig camí entre el club i el cabaret. La producció va recaure en Shep Pettibone, qui havia remesclat les versions de ball dels seus èxits anteriors, i va col·laborar de manera més puntual André Betts. Davant la puixança del nou format CD, de més capacitat que el disc de vinil fins llavors habitual, Madonna i els seus productors van decidir esplaiar-se amb un àlbum complex quant a sons, elaborant cançons allargades amb desenvolupaments instrumentals. Però per alguna raó el projecte no va arribar a l'èxit comercial desitjat, i després de bones vendes inicials va declinar ràpidament a les llistes.
El rebuig a la «Madonna porno» es va incrementar en redoblar-se la polèmica pels projectes paral·lels que van veure la llum simultàniament: el llibre Sex i la pel·lícula de thriller eròtic El cos del delicte. La pretensió de Madonna, segons va relatar ella mateixa, era violentar o fer tenses les normes imposades per la hipocresia que veia a la societat nord-americana, que accepta de mala manera tot el relatiu al sexe, però ho consumeix (privadament) de forma massiva. També es diu que Erotica era un àlbum massa audaç musicalment per a aquells anys, i que les seves innovacions haguessin estat millor acollides una dècada després. Fos com fos, Madonna va comptar amb un brillant esquadró de col·laboradors per a aquests projectes. Tant en el vídeo musical del primer senzill, Erotica, com en el llibre Sex, van participar Ingrid Casessis, Naomi Campbell, Joey Stefano, Isabella Rossellini, Tony Ward i Helmut Berger.
L'àlbum va ser llançat a l'octubre de 1992 al mateix temps que el llibre Sex. El disc va debutar al lloc número dos dins el Billboard 200, venent 167.000 còpies la primera setmana, romanent 53 setmanes en llista, i arribant als 2 milions de còpies venudes als Estats Units i als 5 milions al món. Foren xifres notables per a qualsevol estrella pop, però inferiors a les habituals en Madonna. Les noves cançons, Deeper and Deeper, Bye Bye Baby, Rain i Erotica, serien presentades per Madonna en una altra polèmica i controvertida gira el 1993, al Girlie Show Tour, on per primera vegada Madonna va visitar països no inclosos a gires anteriors — segons alguns, per la dolenta acceptació que patia als Estats Units . Israel, Turquia, Puerto Rico, Argentina, el Brasil, Mèxic i Austràlia van ser alguns països que va incloure a la gira. Per segona vegada el canal HBO va decidir transmetre, el 18 de desembre de 1993, el show de Madonna ofert al Cricket Ground de Sydney (Austràlia). Les crítiques a l'espectacle van ser desiguals, i va causar certa controvèrsia la inclusió d'una ballarina en top-less.
En aquella època, Madonna va participar en la pel·lícula Shadows and Fog de Woody Allen, al costat d'un ampli planter que incloïa a John Malkovich, Mia Farrow, Jodie Foster, John Cusack i Kathy Bates.
Bedtime Stories
Encara que retenia el seu renom com estrella de l'espectacle, Madonna va travessar un calvari de crítiques i menyspreu a partir del desengany de Erotica i de la seva evolució, gairebé exclusiva, cap als temes eròtic-sexuals. Però si no havia calculat riscos en llançar alhora un àlbum, un llibre i una pel·lícula dins del mateix to escabrós, sí que va saber rectificar o fer un gir a la seva carrera als anys següents.
El 1994 va publicar Bedtime Stories, àlbum nominat al Grammy que va suposar un altre tomb dins de les tàctiques pendulars ja gairebé habituals en ella. Era un treball relaxat i dolç, apartat de l'escàndol que, a diferència del seu predecessor, es presentava com un àlbum senzill i romàntic, recolzat en sons urbans, rap, drum and bass, etc. Conté cançons d'èxit, com la balada Take a Bow, que es va consolidar com l'èxit més gran de la cantant als Estats Units, en ocupar el número u durant set setmanes consecutives. El primer senzill llançat va ser Secret, on alguns crítics han volgut veure metàfores sobre un embaràs, i fins i tot sobre una parella de lesbianes. Altres senzills llançats van ser Human Nature, on Madonna s'excusa sarcàsticament per les seves sortides de to, i Bedtime Story, co-produït per la cantant islandesa Björk. El vídeo musical d'aquesta cançó va ser filmat a Nova York, Cuba, i Florida, i actualment s'exhibeix en el MoMA de Nova York.
Something to Remember
El 1995, segurament per exigències del seu contracte amb Warner Bros., Madonna va publicar el seu recopilatori de balades anomenat Something to Remember, on va incloure moltes de les seves grans balades com Live to Tell i Rain, a més d'una remescla del seu tema del 1984 Love Don't Live Here Anymore, pertanyent a l'àlbum Like a Virgin però que no havia arribat a llançar-se com senzill. Per a l'album va rodar un vídeo musical nou de certa complexitat, ja que es va fer en un únic pla sense talls mitjançant una càmera en moviment. També es van incloure els temes Forbidden Love, el hit Take a Bow, i Something to Remember, aquest últim de l'àlbum I'm Breathless.
Tanmateix, l'àlbum conté, en col·laboració amb Massive Attack, la cançó I Want You, versió d'un vell èxit de Marvin Gaye, i aquelles balades amb les quals Madonna havia participat en bandes sonores, com I'll Remember, This Used To Be My Playground, i Crazy for You. Per a completar el disc, es van sumar dos temes inèdits que van ser llançats com a senzills: You'll See (a l'edició per a Llatinoamèrica es va incloure la versió en castellà d'aquesta cançó, traduïda pel cantant argentí Paz Martínez) i a més la dolça i senzilla One More Chance, clarament inspirada en el clàssic More Than Words del grup Extreme.
Evita
Mentre ocupava un plànol relativament secundari a la música dance dels Estats Units enfront de l'embranzida del grunge i les boys band, Madonna va buscar la consagració com a actriu el 1996, amb el paper protagonista a la pel·lícula musical Evita, interpretant a Eva Perón. Va ser un esforç titànic, tant vocal com d'interpretació, que va culminar un llarg procés de preparació, ja que el projecte de pel·lícula havia travessat diversos contratemps i havia interessat a moltes actrius de Hollywood. Madonna va guanyar el Globus d'Or a la millor actriu el 1996 per aquest paper encara que, en contra de moltes prediccions, no va ser nominada als premis Oscar.
Es van editar dos discos amb la música original de la pel·lícula Evita, així com en format senzill la cèlebre Don't Cry For Me Argentina, que va encapçalar les llistes d'èxits. Madonna va ser convidada a cantar en el 69è lliurament dels Oscar el 1997, on va interpretar un dels temes principals de la pel·lícula, You Must Love Me, que resultaria guanyador de l'Oscar a la millor cançó original. Cal aclarir que si bé el musical Evita s'havia compost als anys 70, aquesta cançó era nova i va ser afegida per Andrew Lloyd Webber a la pel·lícula, podent així optar al premi.
Però els assoliments de Madonna en aquesta època no van ser només professionals: durant un idil·li amb l'entrenador cubà Carlos León, va quedar embarassada (va realitzar en aquest estat el rodatge d'Evita) i va donar a llum el 14 d'octubre de 1996, en un hospital de Los Angeles (Califòrnia), a la seva primera filla, Lourdes Maria Ciccone Lleó. La seva relació amb Carlos León va ser fugaç, i la premsa sensacionalista es va fer ressò de les acusacions a Madonna d'haver-lo utilitzat només com a «donant d'esperma» .
El 1998, als VH1 Fashion Awards, Madonna va rebre el primer premi Gianni Versace, per mantenir viu l'esperit i la jovialitat del dissenyador, i als MTV Europe Music Awards va rebre dos premis: Millor Disc i Millor Artista Femenina de l'any. Aquest premi li va atorgar per la germana de Gianni, Donnatella, i un dels seus millors amics, Sting. Successivament, Madonna va recórrer els quatre continents cedint entrevistes i presentacions personals en promoció d'Evita, amb la singularitat que acudia vestida a la moda d'Eva Perón, incloent-hi vistosos barrets i tocats de flors, i afegint exuberants escots als vestits.

### 1998-2002: De retorn a la prominència comercial
L'ascens de Madonna a la dècada dels 90, a partir de l'ensopegada comercial d'Erotica, va ser progressiu però sorprenent en una indústria que oblida ràpidament a les velles glòries. Si Mariah Carey, després de múltiples rècords de vendes, va ser acomiadada per un sol fracàs, Madonna va haver de guanyar diversos assalts per a recuperar el «ceptre» de «reina del pop». El seu treball a Evita va ser només un pas intermedi en un procés que intentaria unificar afany artístic i astúcia comercial.
Una de les qüestions més debatudes d'aquests anys va ser el seu canvi de residència dels Estats Units a Gran Bretanya. Considerada des de sempre com icona genuïna de la cultura nord-americana, Madonna va sorprendre quan va anunciar la seva intenció d'instal·lar-se de manera estable a Londres. Ella va argumentar que la seva nova relació amb el britànic Guy Ritchie (el que es convertiria en el seu segon marit) ho requeria, i que ell va arribar a fer-li un ultimàtum: «Si vols formar una família estable, has de venir aquí». Però certs crítics musicals hi van veure altres raons. Segons aquestes opinions, les tendències musicals de moda als Estats Units (grunge, rap, R&B) estaven arraconant a Madonna, qui a més se sentia desencantada amb l'evolució del mercat, que donava èxit ràpid a grups de nois i a princeses del pop com Britney Spears i Christina Aguilera. En traslladar-se a Europa, un mercat més fidel, Madonna mantindria el seu estatus d'estrella i podria conèixer de primera mà nous sons i productors joves. Els resultats que va obtenir en els anys següents van confirmar que la seva decisió va ser encertada.
Ray of Light
Després del naixement de la Lourdes, Madonna es va involucrar en la mística oriental i la Càbala. El seu setè àlbum d'estudi Ray of Light reflecteix aquest canvi en la seva percepció i la imatge. Madonna va vestir les seves vivències personals i introspectives amb els sons d'Orient, als quals es van sumar sons electrònics, melodies a base de cordes per Craig Armstrong, un marcat gust britànic, i abandó de la temàtica sexual com centre de les seves cançons. Tot això es va donar amb la producció clau de William Orbit, qui va atorgar sons líquids i atmosfèrics, el tret més característic de l'àlbum. L'Orbit, igual que altres productors de Madonna posteriors, era un productor-prodigi de gran inventiva, però que en els seus enregistraments en solitari resultava dispers i menys comercial.
L'àlbum va deixar estupefacta a la crítica especialitzada: va arribar fins a la posició número dos del Billboard 200, i des d'aquest moment ha rebut la certificació de quatre discos de platí per la RIAA. La crítica es va desfer en elogis cap a Ray of Light i va ser considerat un dels més grans assoliments artístics de tota la seva carrera, i un dels millors discos de l'era dels 90. Amazon.com va descriure Ray of Light com «el seu àlbum més ric i més consumat», mentre que Rolling Stone va ovacionar Madonna i al seu co-productor William Orbit per crear el primer àlbum pop contemporani que reeixidament abasta el gènere techno declarant que musicalment Ray of Light és el seu «més arriscat enregistrament». De Ray of Light es van extreure cinc senzills, inclòs el número u europeu Frozen, que anys més tard va causar controvèrsia a causa d'una demanda per plagi a Bèlgica per part de Salvatore Acquaviva, compositor de la cançó Dt. Vie Fout Li Camp. Madonna va perdre el judici i es va prohibir a Bèlgica la radiodifusió de Frozen i la venda del disc, el que va generar el moviment invers: Frozen va ser molt transmesa a la ràdio malgrat l'ordre judicial. Aquesta demanda es va basar en quatre compassos que Madonna repeteix cinc vegades a la cançó.
El 1999, l'àlbum va ser candidat per a 6 Premis Grammy, inclòs nominacions per àlbum de l'any i disc de l'any. Finalment el dia de la cerimònia, Madonna va guanyar tres premis en les categories per millor àlbum vocal pop, millor enregistrament ballable i millor vídeo musical en format curt. A més, l'àlbum també va guanyar per millor disseny de carpeta, que va recaure sobre el director d'art. Ray of Light ha estat col·locat a la posició número 363 per la revista Rolling Stone en els 500 millors àlbums de tots els temps.
Madonna va seguir conreant èxits després de Ray of Light amb el seu senzill top-ten Beautiful Stranger, una cançó de pop anys 60 que va escriure amb William Orbit i va gravar per a formar part de la banda sonora d'Austin Powers: The Spy Who Shagged Me, el 1999.
El 2000 va guanyar amb aquesta cançó el Grammy número cinc de la seva carrera en la categoria per millor cançó escrita per a una pel·lícula, i alguns crítics van dir anys després, en ser publicat un recopilatori, que aquesta era la millor cançó d'aquest. El mateix any Madonna va protagonitzar la primera pel·lícula després d'Evita: la comèdia The Next Best Thing, on actuava al costat de Rupert Everett. Malgrat estar dirigida pel prestigiós John Schlesinger, va ser un decebedor fracàs i va ser literalment aixafada pels crítics de cinema, però almenys Madonna va acabar amb dues cançons per a la banda sonora, incloent el número u a Europa, American Pie, versió dance del clàssic dels anys 70 de Don McLean; l'altre tema es va dir Time Stood Still.

Music i GHV2
L'any 2000 va ser molt favorable per a Madonna, en coincidir les seves esperades noces amb Guy Ritchie i el naixement del seu segon fill (el primer d'ambdós), Rocco John Ritchie, amb el llançament d'un dels seus àlbums més reeixits.
Music va ser el seu vuitè àlbum d'estudi, nominat a tres premis Grammy (inclòs el de disc de l'any) amb el qual va fer un pas enrere en l'exploració de l'espiritualitat per a tornar a la seva faceta més festiva i al món de les discoteques amb un estil dance i house. No obstant això, va conservar l'ingredient introspectiu de Ray of Light en cançons com Paradise (Not for Me), i va introduir guitarres per a un major to folk a Don't Tell Me, i la balada Gone. Al fil d'aquest gir cap al món country, Madonna va oferir el seu enèsim canvi d'imatge i coreografia, amb roba i barret texana, escortada per musculosos ballarins de marcat look texà.

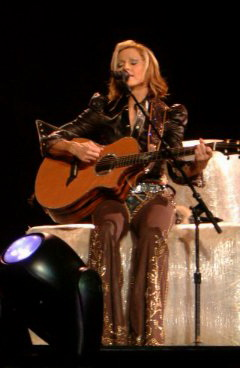
Madonna en concert durant el Drowned World Tour el 2001

L'hàbil picada d'ullet de Madonna a sons tradicionals nord-americans es va saldar amb èxit: Music va debutar en el número u als Billboard 200 i es va convertir en el seu primer número u després del llançament de Like a Prayer el 1989. L'àlbum va ser en la seva major part co-escrit i produït pel músic francès de techno Mirwais Ahmadzaï, i va generar tres senzills, entre els quals hi havia la cançó que li donava títol, el número u mundial Music. Aquesta cançó es presentava com una crida (no exempta d'ironia, segons alguns crítics) a la unitat de la gent per mitjà de la música, segons una idea possiblement inspirada en Sting, amic de Madonna. Amb tot això, el principal encert de la cançó era el ritme ballable i l'assolida barreja del techno amb un funk, que recorda a Prince. Després del segon senzill Don't Tell Me, el tercer va ser What It Feels Like for a Girl, que posteriorment gravaria una versió en castellà inclosa com bonus en una segona edició de l'àlbum. La cançó va causar controvèrsia pel seu vídeo musical. Dirigit per l'espòs de Madonna, Guy Ritchie, es va censurar en importants cadenes vídeo-musicals com MTV i VH1 després d'haver estat emesa en una sola ocasió a causa de la seva extrema violència gràfica.
El 2001 Madonna va emprendre la gira Drowned World Tour, la primera en vuit anys (en el cas d'Europa, la primera en onze). Després de suspendre un parell de concerts per imprevists, el debut va tenir lloc a Barcelona, amb massiva assistència dels mitjans de comunicació. La premsa va catalogar l'espectacle com una fita en la història del gènere, en proposar una nova fórmula de concert que conjuntava música, ball i un desplegament d'escenografia i noves tecnologies. Finalment, la gira va acaparar l'èxit tant en crítiques com en recaptació, i va ser el tema d'un especial de televisió als Estats Units, que es va llançar a la venda en format DVD el mes de novembre del 2001, per a coincidir amb el llançament del seu segon àlbum de grans èxits, GHV2. A diferència de la seva prèvia compilació el 1990 (The Immaculate Collection), GHV2 no va incloure cap cançó inèdita, i només es van promocionar per ràdio múltiples remixes d'algunes de les cançons.
L'any 2002 va escriure i va interpretar la cançó principal de la pel·lícula de James Bond, Die Another Day. La cançó va ser nominada als Globus d'Or a la millor cançó original, però també als premis Razzie com a pitjor cançó. En la pel·lícula, Madonna feia un cameo com mestra d'esgrima.
A més, va decidir provar sort novament amb la seva carrera cinematogràfica amb Swept Away, pel·lícula dirigida pel seu espòs Guy Ritchie i co-protagonitzada per l'actor italià Adriano Gianini, però va ser un altre fracàs comercial.

### 2003-2006: Alts i baixos comercials
En un altre cicle de fracàs + èxit, Madonna va passar del seu dolç triomf amb Music a un ensopec tant en crítiques com en vendes amb el seu següent àlbum, American Life, i quan molts la donaven per acabada o repetitiva, va sorprendre amb l'àlbum posterior, Confessions on a Dance Floor.
American Life i Remixed & Revisited
El novè àlbum d'estudi de Madonna va ser American Life, llançat a l'abril del 2003. El títol va semblar prendre's de la popular dita «American way of life» («el mode de vida americà»), que reflecteix una mentalitat consumista i competitiva que Madonna qüestionava, malgrat ser ella mateixa un dels majors productes de consum. Els temes de les cançons van ser majorment els somnis de triomf, el preu de la fama i la societat dels Estats Units. Inspirada en part per la turbulenta situació política de la invasió de l'Iraq i les seves conviccions pacifistes, Madonna presentava una espècie d'àlbum-denúncia, en una versió ballable de la cançó-protesta de dècades enrere. Tenia com a tema la vida americana. Va rebre diferents tipus de crítiques.
L'àlbum es va convertir en el pitjor fracàs comercial de Madonna. Tal esforç no es va veure correspost pels resultats musicals ni per l'acollida del públic. Alguns crítics es van atrevir a declarar que Madonna era antipatriota, especialment davant el vídeo musical del primer senzill publicat, American Life. Encara que es va discutir que fos el seu àlbum més atrevit i musicalment més extrem, American Life va presentar un costat més fosc i seriós de la cantant que no va acontentar a tots els crítics, encara que si als seus fans. Una vegada més, va treballar amb Mirwais i amb Michel Colombier (qui havia col·laborat abans en el reeixit àlbum Music), i va afegir un cor de gospel i guitarres acústiques. Madonna va indagar amb sons diferents als que havia presentat en els seus anteriors treballs discogràfics, però no va semblar encertar, a causa dels ritmes sincopats i les melodies menys enganxoses.
El vídeo del senzill American Life va causar controvèrsia i va ser censurat als Estats Units a causa del fet que contenia crues escenes de guerra, explosions i sang. L'endemà que el vídeo s'emetés per la televisió europea, Madonna va llançar una versió corregida i molt menys violenta, on ella canta vestint un vestit a l'estil sergent, i darrere es projecten imatges de banderes de tot el món. El senzill American Life va gaudir d'un enorme èxit internacional però no va córrer amb la mateixa sort als EUA per raons òbvies. Malgrat tot, l'àlbum va debutar al número u del Billboard 200. Mesos més tard va rebre la certificació de disc de platí per la RIAA, a l'haver superat el milió d'unitats venudes tan sols als Estats Units.
Mesos més tard, a l'agost, Madonna es va presentar als MTV Video Music Awards i va interpretar una versió remesclada de la cançó Hollywood combinada amb la seva clàssica Like a Virgin al costat de Britney Spears, Christina Aguilera i Missy Elliott. Es va tractar de l'acte d'obertura del lliurament de premis i va causar una gran controvèrsia quan Madonna va besar als llavis a Spears i Aguilera sobre l'escenari, imatge que va ser notícia de primera plana de diversos periòdics i revistes; en algunes va ocupar la portada. L'incident va ser després simulat al final del vídeo musical del senzill Me Against the Music de l'àlbum In the Zone de Britney Spears. La nova versió de Hollywood va formar part de l'àlbum de Madonna titulat Remixed & Revisited, el qual va tenir l'objectiu principal de revitalitzar l'àlbum American Life. En ell es van incloure versions remix de diverses cançons del controvertit àlbum i el tema Your Honesty, una cançó no llançada del disc Bedtime Stories de 1994. Aquest àlbum modificat va ser tot un fracàs comercial i no va causar ni el menor impacte, tot just superant el mig milió de còpies venudes en el món.
Malgrat del relatiu desengany d'American Life, el 2004 Madonna va emprendre un nou tour mundial, Re-Invention World Tour, amb 56 actuacions als Estats Units i Europa. Es va convertir en la gira que més diners va recaptar del 2004, amb una xifra d'uns 125 milions de dòlars. Incomplint afirmacions anteriors, Madonna es va plantejar el show com un recorregut cap al més destacat del seu repertori i va incloure clàssics que havia arraconat a la seva gira anterior. D'aquesta manera va voler evitar riscos davant el temor que un repertori centrat en American Life dissuadís al públic. Les crítiques van ser favorables, majorment per l'original actualització de les cançons més antigues i pel sorprenent estat físic de Madonna, que complia 46 anys.
En aquest mateix any, Madonna va estar involucrada en una batalla legal amb la seva discogràfica de sempre, Warner Bros., per la supervivència del seu segell personal; la petita signa Maverick. El conflicte legal va finalitzar amb la victòria de Warner Music Group, que va comprar les accions d'aquesta empresa de Madonna, cosa que va suposar la desaparició del segell Maverick del mercat. Aquesta discogràfica fundada per Madonna havia llançat a la superventes Alanis Morrisette, però altres fracassos la feien deficitària.
Al gener del 2005, Madonna va cantar una versió d'Imagine de John Lennon, transmès per a la televisió nord-americana, durant un concert pels damnificats d'Indonèsia i Tailàndia pel tsunami al desembre del 2004. Al mateix any, Madonna va distribuir el seu segon documental per a ser emès a televisió, I'm Going to Tell You a Secret, el qual havia estat filmat durant la seva gira mundial, Re-Invention World Tour el 2004, sota la direcció de Jonas Akerlund. Els rumors varen dir que cert desacord entre aquest i Madonna va frustrar l'edició d'un DVD d'aquesta gira, que veuria la llum el 2006, quan Madonna ja estava ficada en una altra.
En plena celebració del seu 47 aniversari, el 16 d'agost del 2005, Madonna va resultar ferida per una caiguda des d'un cavall: un canell trencat, una clavícula desllorigada, ferides al crani i múltiples hematomes. La seva capacitat de recuperació va ser sorprenent, i poc després va reprendre la seva frenètica activitat. En la seva posterior gira anomenada Confessions Tour, Madonna va al·ludir amb humor a aquest contratemps en projectar sobre l'escenari imatges de les radiografies que li van prendre durant la seva curació.
Confessions on a Dance Floor
Confessions on a Dance Floor és considerat l'àlbum amb més èxit de tota la seva carrera, ja que va polvoritzar diversos rècords i va suposar la «tornada triomfal» de Madonna al lideratge de la música popular (si bé mai havia estat massa lluny). L'àlbum va superar els 8 milions de còpies.
Per aquest àlbum, Madonna va recórrer al jove productor-prodigi Stuart Price, qui havia liderat l'equip de músics de les seves dues últimes gires. Era un músic techno bastant conegut dintre de la professió, encara que fins llavors s'havia centrat a treballar per anuncis publicitaris a televisió i fent remescles per a altres cantants. Per a tals treballs solia utilitzar diversos noms artístics (com Jacques Lu Cont i Paper Faces), el que dificultava reconèixer-lo.
Stuart Price, segons elogis de Madonna, era un ratolí de discoteca, amb una extensa memòria musical i «amb un gust exquisit» per a picotejar de gèneres i cultures diverses. Això explica que l'àlbum Confessions on a Dance Floor sorprengués la crítica amb una encertada combinació de ritmes ja clàssics (disco, rock i dance), samples de cançons alienes i tocs sonors d'Orient Mig i altres cultures. S'inspirava en New Order, ABBA, Pet Shop Boys, Donna Summer, Giorgio Moroder, la New Wave nord-americana i l'estil electrònic de Goldfrapp o Röyksopp. Es podia definir com un compendi dels ritmes ballables de les últimes dècades.
Segons diverses crítiques, l'àlbum no contenia molts singles clars (cançons enganxoses). De manera molt sagaç, va ser pensat com una sèrie de cançons barrejades sense interrupcions en un únic set, com si fos una sessió de DJ, des de ritmes mitjans que conviden al ball, fins a altres més propis del chill out, passant per cançons enèrgiques. D'aquesta manera, el nivell una miqueta irregular de les melodies sortia afavorit.
L'àlbum es va convertir en un rotund èxit comercial, arribant al número u a 41 països de tots els continents, traient als Beatles del rècord que anteriorment posseïen. Va rebre les crítiques més positives des de Ray of Light del 1998, i va suposar el sisè premi Grammy per a Madonna com millor àlbum ballable/electrònic. De l'àlbum es van extreure quatre reeixits senzills: Hung Up (que conté un sample de la cançó Gimme! Gimme! Gimme! (A Man After Midnight) d'ABBA), Sorry, Get Together, i Jump.
Hung Up es va convertir en el primer senzill a ocupar una posició dins dels deu primers senzills del Billboard Hot 100 des de l'ensopegada d'American Life el 2003. Amb aquest senzill va trencar un altre rècord, aquesta vegada destronant al Rei del Rock and Roll, Elvis Presley. Actualment, Madonna és la cantant amb més senzills dins del top 10 de la llista Hot 100. A tot el món, Hung Up va superar a Music en convertir-se en el senzill més reeixit de la seva carrera. El senzill següent, Sorry es va convertir en el seu 12è senzill que arribava al número u al Regne Unit. El tercer tema promocional de Confessions on a Dance Floor va ser Get Together, llançat el mes de juny del 2006, i va debutar en el número u del Billboard Dance.
Al maig del mateix any, i en plena eufòria per l'èxit del seu àlbum, Madonna va emprendre la seva gira Confessions Tour pel món. Va causar una controvèrsia immediata per la posada en escena de la balada Live to Tell, ja que l'artista cantava penjada d'una enorme creu de miralls. Com era previsible, l'ús de la creu va ser jutjat d'acte irreverent per cercles cristians, encara que Madonna acompanyava l'actuació d'imatges de la misèria en el món, i no hi havia cap al·lusió sexual ni morbosa.
La gira va passar, entre maig i setembre del 2006, per Amèrica del Nord, Europa i Àsia. S'especulava que seria la gira de major recaptació de tots els temps feta per una artista femenina: s'estimava que serien més de 200 milions de dòlars a causa dels alts preus i les altes vendes d'entrades. No obstant això les estimacions van quedar depassades i una vegada més Madonna va trencar les crítiques i va superar les expectatives. El tour va generar guanys per més de 250 milions de dòlars, convertint-se en la gira musical millor remunerada de la història segons la revista Forbes, superant la tornada de The Rolling Stones, la gira Vertigo d'U2 i totes les altres muntades fins a la data.
I'm Going to Tell You a Secret
Després d'un llarg ajornament, el 20 de juny del 2006 Madonna va llançar el seu documental I'm Going to Tell You a Secret en DVD, que alternava escenes de la seva vida privada amb les presses del Re-Invention World Tour. D'aquesta manera, va acabar d'explotar comercialment la seva gira anterior quan estava ja realitzant la següent. El DVD va debutar en la posició 33 del Billboard 200, venent un total de 25.000 còpies a la primera setmana.
The Confessions Tour
Madonna va llançar el seu següent DVD, el The Confessions Tour, el 30 de gener del 2007. Aquest nou projecte va ser editat en dos formats, un dels quals incloïa un CD amb diverses cançons preses del show.
Qualificada per ella mateixa com hiperactiva, Madonna ho va seguir demostrant el 2006 com nova imatge de la casa de moda H&M. Una part de la línia va ser especialment dissenyada per a vestir Madonna i als seus ballarins durant la gira Confessions Tour. Les fotografies per a la campanya van ser preses pel reconegut fotògraf Rankin a Hollywood. Madonna va signar un contracte vàlid per a tot el 2006 que estipulava la promoció de roba, i el 2007, en col·laboració amb la directora artística d'H&M, va presentar la col·lecció M by Madonna, bastant més important, i millor que la línia anunciada el 2006.

### 2007:Noves tendències
Sens dubte, el 2007 seria per Madonna un any ple de nous projectes, després del dolç sabor del seu anterior àlbum Confessions on a Dance Floor del 2005 i la corresponent gira Confessions Tour, que van resultar tot un èxit comercial.

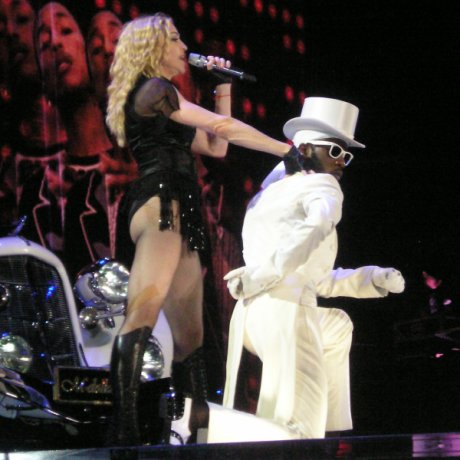
Madonna cantant durant Sticky & Sweet Tour.

Madonna va començar el 2007 amb una imatge més madura i plena de caritat en participar, com la icona de Live Earth, component una nova cançó especial per a aquest esdeveniment al costat de Pharrell Williams Hey You. Aquest mateix any Madonna va decidir acabar amb la companyia Warner Bros. i unir-se a Live Nation perquè aquesta gestionés la seva carrera. Així mateix, va gravar un nou àlbum i va optar per renovar-se una vegada més per a recuperar el seu públic nord-americà. Aquest àlbum contindria com estil principal el hip-hop acompanyat de funk, R&B, i pop urbà, tots ells sons populars als Estats Units. Madonna va ser acompanyada de productors coneguts i molt populars com són Timbaland i Danja. L'àlbum va venir acompanyat d'una gira mundial: Sticky & Sweet Tour del 2008, amb la qual Madonna va visitar països en els quals no hi cantava des de feia 15 anys, com Mèxic, el Brasil, Argentina, i per primera vegada Xile.
Hard Candy
El nou àlbum de Madonna va ser produït per Pharrell Williams, Timbaland i Justin Timberlake el 2007 i principis de l'any següent. Es va llançar a la venda el 28 d'abril del 2008 a Europa i a la resta del món excepte Amèrica del Nord, on va ser el 29 d'abril. El seu títol definitiu va ser Hard Candy.
El primer single de Hard Candy, 4 Minutes, va ser llançat al març d'aquest mateix any, aconseguint l'èxit mundial. Va arribar el número tres al Hot 100.
El títol de l'àlbum va ser escollit per la mateixa Madonna, transmetent-nos amb tot el conjunt de l'àlbum una reflexió sobre els moments durs i dolços de la vida: l'amor i desamor, pensaments, il·lusions o compensacions; en definitiva, una juxtaposició.
El disc és una barreja habitual de pop, dance, R&B electrònic, i també s'inclouen algunes balades; molt semblant a l'últim disc de Justin Timberlake. Fonts properes a Madonna van dir que aquesta vegada no volia innovar en sons ni buscar músiques alternatives; només tenir un disc amb música mainstream (comercial).
Hard Candy va debutar al primer lloc dins de la llista Billboard 200 amb 280.000 còpies, així com en altres 36 països. Segons Nielsen Soundscan s'han venut 714.000 unitats del disc als Estats Units.
La revista Rolling Stone va publicar al febrer un article destacat parlant sobre les cançons del disc de Madonna.
L'àlbum s'aparta del so disco de Confessions on a Dance Floor, i va cap al funk i so urbà. El productor Danja va afirmar que Madonna només volia cançons de ball, de club i mogudes, i tot això amb un toc hip hop. Va afegir que va ser molt senzill treballar amb Madonna, i que es podia passar hores a l'estudi juntament amb els productors Timbaland i Justin Timberlake.
- El primer senzill, 4 Minutes, sona una mica com una marxa, entra amb un so fort i Madonna comença a cantar i a «conversar» amb Timberlake. La cançó acaba quan només s'escolten els típics ritmes a l'estil Bhangra de Timbaland i el «tick tock» de Madonna. És una cançó sonora, alta i enèrgica. Al vídeo, dirigit pels francesos Jonas & Francois, Madonna i Timberlake van escapant d'una ombra que va destruint tot, ballant amb una coreografia de Jamie King.
- Candy Shop, amb la producció de Pharrell, comença amb un gran so i la invitació de Madonna «Come into my store» (Entra a la meva botiga). Té unes estrofes molt nues, però hi ha harmonia en la tornada quan Madonna canta «I'll be your one stop candy shop» (seré la teva única desocupada botiga de dolços). També tenim un breu rap de Pharrell. La cançó acaba amb un descens ràpid de la música i, al final, sintetitzadors i sons molt alternatius i urbans semblants als de la cançó Impressive Instant, de l'àlbum Music del 2000. Aquesta cançó conté sons orientals i sons hindús, ja que Madonna va visitar l'Índia un parell de mesos abans, creant una cançó alhora molt disco i melòdica.
- A l'àlbum també està inclosa la cançó Spanish Lesson, amb fragments en espanyol. Tornem a escoltar a Madonna cantant paraules com «señorita» o «bésame».
- Un dels temes més melòdics és Miles Away, una cançó que parla sobre les relacions a distància. El seu so recorda al CD Future Sex/Love Sounds de Justin Timberlake. «Havíem d'aconseguir un tema on Madonna i ell fessin les melodies junts», explica Danja. El tema comença amb el toc ràpid d'una guitarra acústica, després entra un altre ritme i lentament va fluint fins que s'omple d'atmosfèrics sintetitzadors. «You always seem to have the biggest heart when we're 6,000 miles a part» (Sembles tenir el cor més gran quan estem a 6.000 milles de distància), canta Madonna, tot lamentant «I guess we're at our best when we're milers away» (Crec que estem millor quan estem a milles de distància). El tema és més eteri que els altres, va d'acord amb la lletra i conté el so de les ones del mar al final de la cançó, amb un suau descens de la seva veu.
- El tema que més urbà sona és Give It 2 Me, segon senzill del disc, amb un fort so de sintetitzador típic de Danja. És un tema agressiu, molt ballable amb un ritme molt house, on Madonna canta «When the lights go down and there's no one left I can go on and on» (Quan les llums s'han apagat i no queda ningú ja puc seguir i seguir). Acaba amb un ràpid descens on canta «Get stupid» sobre una espècie de so de xilòfon mentre canta «Give it to me / No one's gonna stop me now» (Dona-me'l / Ningú va a parar-me ja). Al videoclip oficial de Give It 2 Me Madonna és acompanyada per Pharrell Williams. L'inici de la cançó recorda molt al de The Power of Good-Bye, de Ray of Light del 1998.
- El tema de la pista de ball torna de nou en Heartbeat, amb sintetitzadors molt dels 80. Madonna obra més la seva veu, cantant «Can't you see when I dance I feel free / Which makes me feel like the only one the light shines on» (No pots veure que quan ballo em sento lliure / El que em fa sentir l'única il·luminada). Hi ha un petit rap on Madonna recita «See my boody get down» (Mira el meu cos ajupir-se), però al final torna a les seves arrels de ball.

A l'edició japonesa de Hard Candy, es va publicar un tema que no apareix a l'àlbum, anomenat Ring My Bell, que comença amb ella parlant «If you wanna talk to me, that's exactly what you're gonna have to do: talk to me!»(Si vols parlar amb mi, això és exactament el que has de fer: parlar amb mi!). S'hi escolten unes campanetes que acompanyen una lletra forta, que fan referència a què «únicament les toqui si té alguna cosa a dir».
Les fotos de l'àlbum van tenir lloc el 22 de desembre de 2007, amb una «Madonna diferent», creant novament una icona distinta; després de passar d'una dona espiritual, madura i de jaqueta texana amb el cabell llarg i arrissat a Ray of Light el 1998; una vaquera a Music el 2000; una militar a American Life el 2003; i una ballarina de rosa i reeixida a Confessions on a Dance Floor el 2005.
El cap de setmana del 15 i 16 de març del 2008 es va poder apreciar la definitiva portada de Madonna: la icona d'una boxejadora, en al·lusió que ningú ha pogut llevar-li el seu títol de «Reina del Pop».
També hi va haver rumors de la col·laboració de Kanye West, i al final va ser un fet, ja que va col·laborar amb el rap de la cançó Beat Goes On. El cantant Mika va desmentir públicament en una emissora de ràdio qualsevol mena de col·laboració amb la «Reina del Pop».
La portaveu de Madonna, Liz Rosenberg va comentar que el nou àlbum podria contenir les lletres de les cançons. Segons Rosenberg, hi havia moltes possibilitats després de llargs anys ometent-se les lletres. Però al final l'àlbum no va ser l'excepció.
En el lliurament de l'edició número 50 dels Grammy, la cantant va rebre el setè premi de la seva carrera en la categoria de millor DVD musical en format llarg per The Confessions Tour.
Per promocionar l'àlbum, Madonna es va embarcar en el Sticky and Sweet Tour, que es va portar a terme durant els anys 2008 i 2009. Aquesta es va convertir en la gira amb més recaptació de la història per un solista, ja que va superar els 280 milions de dòlars (solament el 2008), superant els guanys i el rècord de la seva gira prèvia Confessions Tour. La gira es va estendre durant l'any 2009 amb dates a Europa i finalitzant a Israel. La recaptació total va superar els 408 milions de dòlars.
Madonna trenca el contracte amb Warner Bros.
Els rumors van començar el juny de 2007: «Madonna ha trencat el contracte amb Warner Bros. per a signar un acord per 10 anys i 86 milions d'euros amb la promotora Live Nation». La dona millor pagada de la indústria musical, l'artista que va reinventar la definició de superestrella pop, anava a redefinir també el paper tradicional de les discogràfiques.
A través d'aquest contracte sense precedents, com ho descriuen fonts properes a l'assumpte, Live Nation vendria els seus discos, muntaria les seves gires i controlaria el merchandising, els espònsors i la llicència del nom i imatge de la «Reina del Pop». A canvi, la diva de 49 anys rebria una bestreta de 12,5 milions d'euros i dos pagaments més d'entre 35 i 42 milions per tres discos. Segons el rotatiu The Wall Street Journal, Madonna va comunicar la seva marxa a Warner Bros., la discogràfica que ha publicat tots els seus hits, perquè no va poder superar l'oferta de Live Nation. Les raons de Warner Bros. a tal negativa no són menyspreables: igualar les condicions de Live Nation suposava mantenir en nòmina a Madonna fins als 60 anys, un termini inusual per a una figura pop. No era garantia que Madonna seguís sent rendible fins llavors, per l'evolució dels gustos i per qüestions d'edat, a part que la simple venda de discos no cobria la quantia del contracte. En un cas similar al del Reial Madrid amb David Beckham, Warner deixava escapar a Madonna quan aquesta va marcar exigències difícils per a assegurar-se la seva estabilitat professional a l'etapa final de la seva carrera.
Warner Bros. va intentar justificar i minimitzar l'impacte de la notícia. La premsa econòmica va difondre unes dades que desvelaven que Madonna, per vendes de CDs, no resultava un negoci rendible a causa del seu alt sou i que retenia el control sobre les seves gires i contractes publicitaris. La ruptura entre la diva i Warner Bros. ha resultat menys traumàtica del que semblava perquè l'artista havia de gravar (per contracte) un últim àlbum d'estudi amb la companyia (que seria Hard Candy), a més d'un recopilatori de grans èxits previst per a setembre del 2009 i anomenat Celebration. S'entén que ambdós llançaments ajudaran a explotar l'actual etapa d'èxit de Madonna, que Warner Bros. intuïa com no gaire llarga. Aquesta companyia, d'altra banda, manté els drets sobre el catàleg de Madonna dels últims 20 anys, cosa que li permet reeditar els seus èxits.
Molts veuen aquest acord com un nou model (versió del segle xxi) per a conduir el negoci de la música després de l'agitada revolució digital de l'última dècada. De moment es desconeix quan apareixerà el primer àlbum de Madonna amb la promotora de Beverly Hills, ni com aquesta companyia amb escassa infraestructura de distribució ho farà arribar al públic.
Acord comercial
Live Nation pagarà 35 milions en metàl·lic i accions per promocionar els concerts de Madonna, però solament se'n durà un 10% de la recaptació (la resta serà per a ella, com fan totes les grans estrelles). És l'última bomba en una indústria on fins ara els artistes signaven contractes per separat amb segells i promotores. Ara Live Nation vol endur-se un tros més gran del pastís. Però podria ser que el pastís li esclatés a la cara: per a recuperar la seva inversió hauria de vendre almenys 15 milions de còpies de cada àlbum de la diva; i les vendes no passen pel seu millor moment.
Madonna al Saló de la fama del Rock: Homenatge d'Iggy Pop
L'11 de març del 2008, Madonna ingressava al Saló de la fama del Rock dels EUA per la seva carrera de 25 anys (condició marcada per a accedir al mateix). La celebració va comptar amb la presència de Justin Timberlake, que es va agenollar davant d'ella, i Iggy Pop, qui de manera sorprenent es va llançar a cantar dos dels seus èxits, Burning Up (tema rocker molt apropiat per a ell) i Ray of Light. Iggy va acabar llançant un comentari a Madonna que jugava amb la lletra de Like a Virgin.
Celebration
Madonna va tornar a l'estudi per enregistrar nous temes per a un disc amb els grans èxits de tota la seva carrera titulat Celebration, que va sortir al mercat el 28 de setembre del 2009 (29 de setembre als EUA). Hi consten tres cançons noves que es titulen Celebration (al·lusió a la tornada en la lletra del seu clàssic Holiday i produïda amb la col·laboració de Paul Oakenfold), Revolver (on va col·laborar amb Lil Wayne), i It's So Cool.
Guy Oseary, promotor de la cantant, mitjançant el seu compte de la bitàcola digital Twitter, va demanar suggeriments als devots de Madonna sobre quins temes havien d'estar al disc.
El llançament va ser en dues versions: 2 CDs de 18 cançons; i 1 CD de 18 cançons. També va ser llançat una versió de 2 DVDs amb vídeos de la gran majoris dels senzills que hi surten.
Madonna ha publicat anteriorment dues col·leccions de grans èxits: el 1990 The Immaculate Collection (venent 30 milions de còpies a escala mundial) i GHV2 el 2001. You Can Dance i Something to Remember no es compten com a recopilatoris, ja que el primer és un àlbum de remixes (el més venut per una artista femenina) i el segon un recopilatori de balades.

### 2010: W.E. i «MDNA»
El 2010, abans de començar la filmació de «W.E.», pel·lícula dirigida per la cantant, va llençar la línia de moda «Material Girl». Poc després de ser cancel·lada, el novembre de 2011, una nova línia va sortir al mercat, anomenada «Truth Or Dare by Madonna». Van anunciar que en 2012 sortiria una fragància amb el mateix nom.
Al començar el 2011, la sèrie musical «Glee» va dedicar un capítol de la seva segona temporada a un homenatge a Madonna. El capítol va rebre bones crítiques, i es va treure un àlbum amb les versions del show i va arribar #1 al món.
A l'octubre, la cantant va treure una línia de gimnasos.
Al desembre, va estrenar al Festival Cinematogràfic de Venècia la seva segona pel·lícula com a directora, «W.E» basada en la història amorosa de Rei Eduard VIII i Wallis Simpson. Madonna va compondre una cançó «Masterpiece», la qual va guanyar un Globus d'Or a millor cançó. Aquesta cançó va ser inclosa en el dotzè àlbum de la cantant «MDNA».
El juny de 2011, Guy Oseary -mànager de la cantant- va anunciar que Madonna es trobava als estudis de gravació per preparar el seu dotzè àlbum d'estudi.
El primer single anomenat Give Me All Your Luvin' va sortir el 3 de febrer juntament amb el vídeo oficial de la cançó, amb la col·laboració de Nicki Minaj i M.I.A.

## Vida personal
El desembre del 2008, en una sessió fotogràfica per a la revista W, va conèixer el model brasiler Jesus Luz, de qui va ser parella fins al febrer del 2010. Es van separar per la diferència d'edat i la manca d'interessos en comú.

## Punts de vista polítics
Madonna no va donar suport a l'expresident dels Estats Units George W. Bush. Va donar suport la a candidatura demòcrata de Wesley Clark per a l'elecció presidencial nord-americana del 2004, amb una apassionada carta als seus fans dient «The future I wish for my children is at risk» (El futur que desitjo als meus nens està en risc). A l'hivern del 2006 va expressar el seu suport a Hillary Clinton per a les eleccions del 2008, però quan va ser Barack Obama el candidat triat va canviar de parer i li va oferir tot el seu suport.
També va animar als seus fans a veure Fahrenheit 9/11 de Michael Moore.
A l'inici de la seva gira Sticky and Sweet Tour, Madonna va deixar clar el seu punt de vista, mostrant un vídeo en el Interlude anomenat Get Stupid, on compara al candidat republicà John McCain amb personatges com Hitler i Mugabe. En canvi, va col·locar al candidat demòcrata Barack Obama al costat de Mohandas Gandhi, la Mare Teresa de Calcuta, Al Gore i altres.
El dia que Barack Obama va guanyar les eleccions, Madonna i tots els seus ballarins van sortir amb samarretes d'Obama durant la cançó Give It 2 Me, al final del seu show.

## Dieta i exercici
Madonna afirma que no menja carn i que té una dieta macrobiòtica que consisteix principalment de cereals variats, peix i vegetals frescos. A més, té un cuiner japonès personal i practica ioga i pilates per a estar en forma.
És un personatge públic molt criticat i elogiat alhora per la seva imatge. Madonna és, des de l'adolescència, molt disciplinada i afeccionada al ball i a l'exercici físic. De fet, va afirmar que encara que va provar drogues de disseny als anys 80, les va deixar ben prompte perquè li causaven efectes secundaris no desitjats i minvaven la seva capacitat per a ballar. Al contrari que altres estrelles del pop, Madonna no recorre a dietes per a una puntual posada en forma, sinó que manté una estricta rutina de forma continuada.
Madonna té una figura summament estilitzada, que a fotografies i altres imatges sembla més alta que els seus gairebé 1,60 m d'alçada. Per genètica, posseeix una cabellera robusta a prova de tints i canvis d'imatge, així com una pell resistent que manté molt blanca, ja que des de mitjans dels anys 80 no s'exposa al sol. Les seves indubtables qualitats genètiques i la seva disciplina («el meu cos és el meu temple») s'alien a múltiples tractaments i trucs de bellesa (com aplicacions de botox i algun retoc de cirurgia plàstica), de tal manera que pot lluir un aspecte llustrós i una flexibilitat de contorsionista que sorprenen en una dona madura.
Però la mateixa premsa que relata les fetes coreogràfiques i cabrioles de Madonna, diu que la seva bona salut no es correspon amb el seu aspecte. Segons aquestes opinions, Madonna estava adoptant un aspecte massa eixut, a causa del fet que la seva dieta macrobiòtica i els seus durs entrenaments reduïen en excés la seva proporció de greix corporal, desvetllant la seva musculatura i tendons, així com assecant o endurint les seves faccions. Segons els mitjans que han analitzat fotos de Madonna, «les seves mans tenen moltes arrugues i són molt venoses. A més, té el seu cos molt musculós». Aquests efectes indesitjables se solen dissimular a les seves fotografies d'estudi mitjançant un hàbil ús de focus.
L'anterior espòs de la diva, Guy Ritchie, va coincidir que estava massa prima i musculosa; i es va comentar que Madonna anava a consumir un desdejuni més complet i a moderar la seva rutina d'exercicis, abandonant les peses i centrant-se en els Pilates. Segons els especialistes, un canvi de dieta i altres mesures la farien veure 10 anys més jove, amb formes més suaus i arrodonides, especialment en la cara. De totes maneres, ella afirma que ara està millor que fa 20 anys, i si s'ha de jutjar per l'energia que malbarata en les seves últimes gires, això és versemblant.

## Crítiques
Madonna ha estat blanc de crítiques des de l'inici de la seva carrera, generant controvèrsies de manera més o menys continuada que, de la mateixa manera, han ajudat a incrementar la seva notorietat popular. Els judicis sobre la seva manera de treballar són generalment dispars: molts crítics musicals posen el seu talent en dubte, mentre uns altres la proclamen la «Reina del Pop». En els últims anys, un major afany artístic en els seus discs i una treballada labor de perfeccionament com a cantant han anat guanyant per a Madonna opinions més favorables.
Una crítica comuna en contra de Madonna recau en la seva veu, que alguns consideren que és feble, limitada i masculina. No obstant això, cal precisar que aquestes crítiques se solen basar en comparances amb altres cantants excepcionalment dotades, com Mariah Carey o Whitney Houston, que a més toquen altres gèneres musicals.
Les al·lusions al toc «masculí» de la veu de Madonna semblen infundades, ja que alhora la seva veu solia ser criticada com excessivament virolada o aguda. Més aviat, Madonna ha conreat una veu progressivament més versàtil, que va de balades greus com a Live to Tell, a aguts còmics com a I'm Going Bananes. Mitjançant professors i anys d'experiència, Madonna ha superat les limitacions vocals i pot oferir actuacions en viu molt correctes, tant en neteja de notes com en versatilitat. A la seva manera, Madonna ha superat les seves limitacions congènites (en veu, alçada, etc.) amb molt esforç i una astúcia que se sol reconèixer com la seva millor arma.
També ha estat criticada pel seu egocentrisme, maniobres publicitàries, i una tendència a generar controvèrsia. Joni Mitchell va declarar una vegada: «She has knocked the importance of talent out of the arena. She's manufactured. She's made a lot of money and become the biggest star in the world by hiring the right people» (Ha llançat la importància del talent fora de l'escenari. És prefabricada. Ha aconseguit una gran quantitat de diners i es va convertir en l'estrella més gran del món contractant a la gent correcta). Evidentment, per a cantautors minoritaris i proclius a subtileses simbòliques, Madonna és un monstre que ho eclipsa tot amb recursos discutibles.
Madonna ha rivalitzat amb diverses dives de la música, com Mariah Carey, a qui ha criticat durament en diverses oportunitats, fins i tot ha arribat a insultar la seva música. La rivalitat va començar el 1995 quan en una entrevista se li va preguntar a Madonna què opinava sobre la cantant Mariah Carey -en aquell moment de moda. Ella va contestar que la música de Carey era massa corrent i que aquesta era la raó de la seva popularitat, i que no s'atrevia a explorar altres estils. A més va dir:
| « | Si jo fos Mariah Carey em mataria ara mateix. | » |

Mariah va resultar sorpresa, ja que ella anteriorment havia estat fan de Madonna. Quan el 1996 en una conferència de premsa internacional se li va preguntar a Carey què opinava pel que fa a l'atac emès per Madonna en la seva contra, ella va replicar el següent:
| « | Realment jo no he parat atenció a Madonna des que anava a 7è o 8è grau, quan ella solia ser popular... | » |

Durant anys, el conflicte entre les dues dives va semblar controlat, fins al 2005 quan ambdues anaven a cantar al concert Live 8 a Londres. Se suposava que abans del concert tots els artistes involucrats s'anaven a reunir, però quan Madonna va saber que Mariah Carey també anava a cantar va decidir no assistir. Carey va resultar ferida i va preferir no emetre cap comentari.
Els moments de la seva carrera en els quals Madonna ha estat fortament criticada inclouen el seu vídeo musical de 1989 Like a Prayer, la publicació del llibre Sex i de l'àlbum Erotica el 1992, la seva presentació el 2006 de Live to Tell durant el Confessions Tour, i l'adopció d'un nen provinent de Malawi, David Banda el mateix any.
El 1995, la cantant afroamericana Janet Jackson, va criticar Madonna dient que els seus videoclips no tenien classe.
Madonna ha rebut crítiques de grups a favor dels drets dels animals per vestir abrics de pell, i en el passat va ser acusada de llogar la seva casa per a «festes de caça».
Les lletres de les cançons han estat criticades com a simples i, fins i tot, escrites per altres persones.
No obstant això, molts consideren Madonna una vocalista i escriptora talentosa. Va rebre crítiques positives per la seva cover de Love Don't Live Here Anymore, on la seva actuació va ser descrita com «heartfelt vocal» (veu que arriba al cor). La seva veu a Live to Tell va ser considerada com la millor en aquella època per alguns, i la lletra de la cançó es descrivia com «poignant» (punxent).
Madonna sí que sap com atreure l'atenció dels seus seguidors cada vegada que realitza un nou llançament. El 2008, la «Reina del Pop» no va tenir una millor idea com protagonitzar un candent petó durant un concert promocional del seu nou àlbum Hard Candy. La diva del pop va besar sorprenentment a una ballarina del seu elenc, tal com ho va fer cinc anys enrere amb Britney Spears i Christina Aguilera. El gest va deslligar la histèria dels 1500 fanàtics reunits a París, que van caure rendits davant la irreverència de l'artista. No obstant això, els experts van criticar la presentació per la seva falta de creativitat. «Per què tinc aquesta relació amb França? Sempre he treballat amb gent francesa. Visca França. A qui volen més, a mi o als Rolling Stones?», va exclamar la cantant enmig d'una gran ovació.
Una altra clara i evident crítica corre a causa de les dates i destinació de les seves gires, on generalment visita països del primer món i en diverses ocasions ha rebutjat categòricament diverses propostes de països subdesenvolupats; com el cas del silenci i l'aparent rebuig a presentar-se a Bogotà (Colòmbia), tot i que l'oferta va sobrepassar els 4 milions de dòlars, xifra superior al de les presentacions a l'Argentina, Xile, Mèxic i Brasil.

## Trajectòria
Va enregistrar el seu primer disc, Madonna, l'any 1983, però va aconseguir la fama amb el segon, Like a Virgin (1984). La carrera de la cantant es va consolidar amb el tercer disc, True Blue, editat l'any 1986.
El seu èxit va ser conseqüència, en un principi, a la seva imatge i actitud provocadores, i a la qualitat de les seves cançons, així com a les emissions de l'MTV (Music Television). La seva etapa de més popularitat va ser entre 1985 i 1990 que va coincidir amb tres discos, diverses pel·lícules i tres gires mundials. El Blond Ambition World Tour va ser una autèntica revolució en el món de l'espectacle.
Ha alternat la seva trajectòria musical amb treballs al cinema, amb pel·lícules com Buscant la Susan desesperadament (Susan Seidelman, 1984), Shanghai Surprise (Jim Goddard, 1986), Dick Tracy (Warren Beatty, 1990), Madonna: Truth or Dare (també coneguda com a In Bed with Madonna, d'Alek Keshishian, 1991) i Evita (Alan Parker, 1996).
L'any 1985 es va casar amb l'actor Sean Penn, i se'n va divorciar el 1988. Del 2000 al 2008 va estar casada amb el director de cinema Guy Ritchie. Té dos fills biològics, Lourdes Maria «Lola» (fruit de la seva relació amb el seu expreparador físic, Carlos Léon) i Rocco (amb en Ritchie), i dos més adoptats, David Banda i Mercy James.
El novembre de 2005 va sortir a la venda el seu disc Confessions on a Dance Floor, un autèntic boom que va arribar al número u de les llistes de vendes de tot el món. En sortiren singles de gran èxit com Sorry, Get Together o Jump, sense oblidar la cançó que usava un conegut sampler d'ABBA: Hung Up.
Durant l'estiu de l'any següent Madonna va realitzar una gira pels Estats Units, Europa i el Japó, on sota el nom de «Confessions Tour» va presentar els temes del seu últim disc. El concert va sortir a la venda posteriorment en format DVD.
El 2008 va editar-se el seu àlbum Hard Candy; i el 2009 el seu últim disc amb la Warner Bros. anomenat Celebration, una compilació d'èxits de tota la seva carrera artística que inclou un doble CD, i en una altra edició un doble DVD amb els vídeos corresponents. A més, hi figuren tres temes nous: Celebration, Revolver (enregistrats a Nova York) i It's So Cool (aquest últim tema només es troba a l'edició Deluxe).

### Discografia
Àlbums d'estudi:
- 1983: Madonna
- 1984: Like A Virgin
- 1986: True Blue
- 1989: Like A Prayer
- 1992: Erotica
- 1994: Bedtime Stories
- 1998: Ray of Light
- 2000: Music
- 2003: American Life''
- 2005: Confessions on a Dance Floor
- 2008: Hard Candy
- 2012: MDNA
- 2015: Rebel Heart
- 2019: Madame X

Recopilatoris:
- 1987: You Can Dance
- 1990: The Immaculate Collection
- 1995: Something to Remember
- 2001: GHV2
- 2003: Remixed & Revisited
- 2009: Celebration

Bandes sonores originals:
- 1987: Who's That Girl (pel·lícula Who's That Girl)
- 1990: I'm Breathless (pel·lícula Dick Tracy)
- 1996: Evita (pel·lícula Evita)

### Gires realitzades
Madonna ha realitzat diverses gires:
- The Virgin Tour (1985), només als EUA
- Who's That Girl World Tour (1987)
- Blond Ambition World Tour (1990)
- The Girlie Show Tour (1993)
- Drowned World Tour (2001)
- Re-Invention World Tour (2004)
- Confessions Tour (2006)
- Sticky & Sweet Tour (2008-2009)
- MDNA Tour (2012)
- Rebel Heart Tour (2015)

### Filmografia com a actriu
- 1979: A Certain Sacrifice - Bruna (pel·lícula de Stephen Jon Lewicki)
- 1985: Vision Quest - cantant (cameo) (pel·lícula de Harold Becker)
- 1985: Buscant la Susan desesperadament (Desperately Seeking Susan) - Susan (pel·lícula de Susan Seidelman)
- 1986: Shanghai Surprise - Gloria Tatlock (pel·lícula de Jim Goddard)
- 1987: Who's That Girl - Nikki Finn (pel·lícula de James Foley)
- 1989: Els perdiguers de Broadway (Bloodhounds of Broadway) - Hortense Hathaway (pel·lícula de Howard Brookner)
- 1990: Dick Tracy - Breathless Mahoney (pel·lícula de Warren Beatty)
- 1991: Truth or Dare - Madonna (pel·lícula d'Alek Keshishian)
- 1992: Shadows and Fog - Marie (pel·lícula de Woody Allen)
- 1992: Elles donen el cop (A League of Their Own) - Mae Mordabito (pel·lícula de Penny Marshall)
- 1993: Body of Evidence - Rebecca Carlson (pel·lícula d'Uli Edel)
- 1993: Joc perillós (Dangerous Game) - Sarah Jennings (pel·lícula d'Abel Ferrara)
- 1995: Blue in the Face - Singing Telegram (cameo) (pel·lícula de Paul Auster i Wayne Wang)
- 1995: Four Rooms, segment «The Missing Ingredient» - Elspeth (pel·lícula d'Allison Anders)
- 1996: Girl 6 - Boss #3 (cameo) (pel·lícula de Spike Lee)
- 1996: Evita - Eva Perón (pel·lícula d'Alan Parker)
- 2000: Gairebé perfecte (The Next Best Thing) - Abbie Reynolds (pel·lícula de John Schlesinger)
- 2002: Enduts per la marea (Swept Away) - Amber Leighton (pel·lícula de Guy Ritchie)
- 2002: Die Another Day - Verity (cameo) (pel·lícula de Lee Tamahori)
- 2005: I'm Going to Tell You a Secret - Madonna (pel·lícula de Jonas Åkerlund)
- 2006: Arthur and the Invisibles - Princesa Selenia (veu) (pel·lícula de Luc Besson)
- 2008: I Am Because We Are - Madonna (pel·lícula de Nathan Rissman)
- 2011: W.E - directora

## Guardons
Premis
- 2007: Grammy al millor àlbum de música dance/electrònica